# Dị thường thực

Dị thường thực của điểm P là góc f. Tâm của elip là C, và tiêu điểm chính là điểm F.

Trong cơ học thiên thể, dị thường thực hay độ bất thường thực là một tham số góc xác định vị trí của một vật thể chuyển động trên một quỹ đạo Kepler. Nó là góc giữa hướng của cận điểm và vị trí hiện tại của vật thể, đỉnh của góc là tiêu điểm chính của elip (tức là điểm mà vật thể quay quanh).
Dị thường thực thường được ký hiệu bởi các chữ cái Hy Lạp ν, τ hay θ, hay chữ La-tinh f, và thường được giới hạn trong khoảng giá trị 0–360° (0–2πr).
Hình bên cho thấy dị thường thực f là một trong ba tham số góc (dị thường) xác định vị trí trên một quỹ đạo, hai tham số kia là dị thường tâm sai (E) và dị thường trung bình.
Dị thường thực cũng được sử dụng trong sáu tham số quỹ đạo chính.

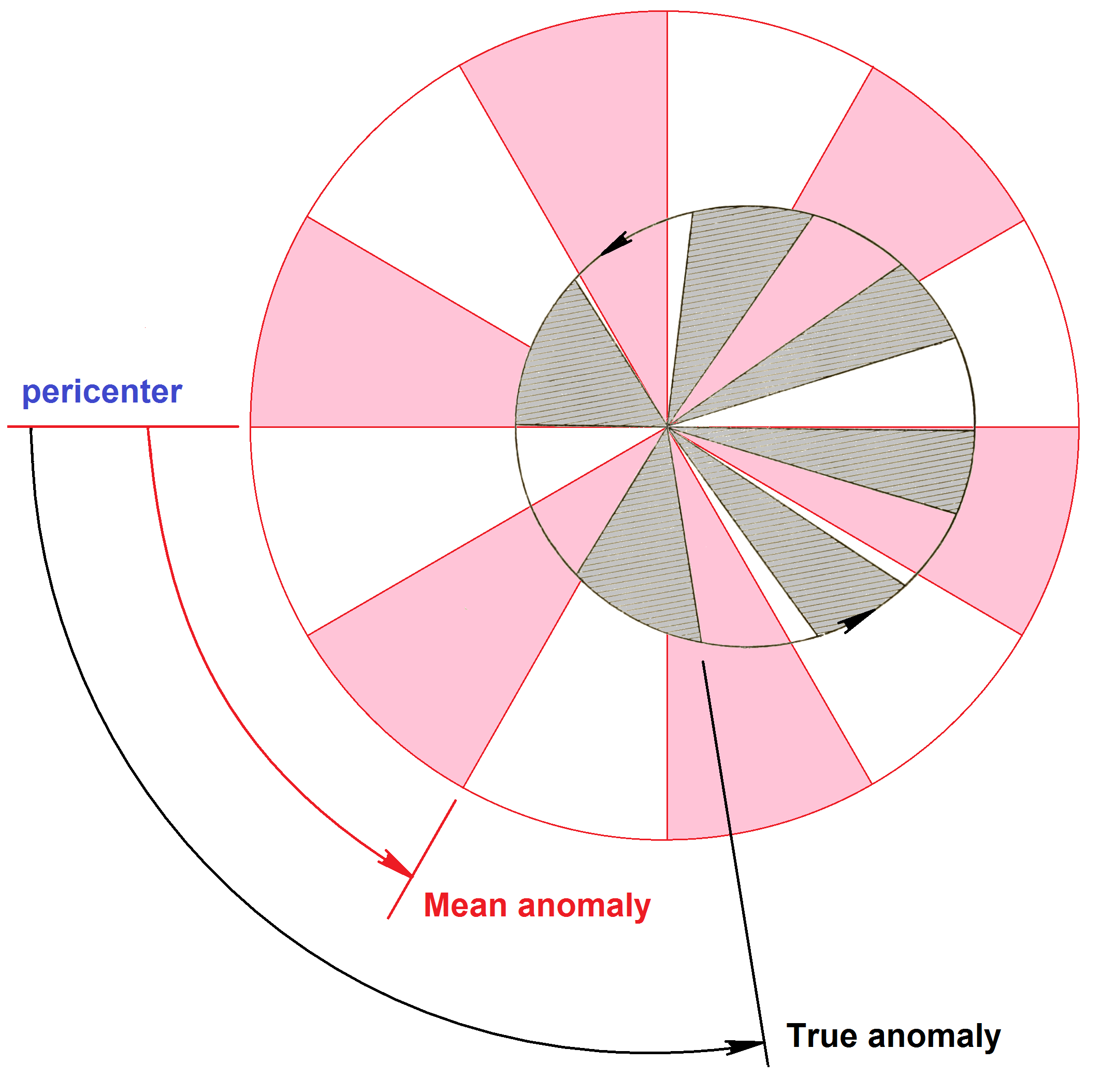
Các diện tích quét qua trong một đơn vị thời gian của một vật thể trên quỹ đạo elip, và của một vật thể trên quỹ đạo tròn có cùng chu kỳ quỹ đạo. Hai vật đều quét qua những diện tích bằng nhau trong những khoảng thời gian bằng nhau, nhưng tốc độ góc quét biến thiên đối với quỹ đạo elip và không đổi đối với quỹ đạo tròn. Trên hình là dị thường thực (true anomaly) và dị thường trung bình (mean anomaly) sau hai đơn vị thời gian.

## Công thức

### Từ vectơ trạng thái
Đối với các quỹ đạo elip, dị thường thực ν có thể được tính từ các vectơ trạng thái quỹ đạo theo công thức:
{\displaystyle \nu =\arccos {{\mathbf {e} \cdot \mathbf {r} } \over {\mathbf {\left|e\right|} \mathbf {\left|r\right|} }}}
(nếu r ⋅ v < 0 thì thay ν bởi 2π − ν)
trong đó:
- v là vectơ vận tốc quỹ đạo của thiên thể quay,
- e là vectơ tâm sai,
- r là vectơ vị trí quỹ đạo (đoạn FP trong hình vẽ) của vật thể quay.

Đối với quỹ đạo tròn, dị thường thực là không xác định, bởi vì quỹ đạo tròn không có cận điểm duy nhất.

### Từ dị thường thực
Dị thường thực có thể được tính trực tiếp từ dị thường trung bình M và độ lệch tâm e bởi khai triển Fourier sau:
{\displaystyle \nu =M+\left(2e-{\frac {1}{4}}e^{3}\right)\sin {M}+{\frac {5}{4}}e^{2}\sin {2M}+{\frac {13}{12}}e^{3}\sin {3M}+\operatorname {O} \left(e^{4}\right)}
trong đó {\displaystyle \operatorname {O} \left(e^{4}\right)} có nghĩa là các số hạng không xét đến đều chứa bậc e4 hoặc cao hơn. Lưu ý rằng sự chính xác của phép xấp xỉ này thường được giới hạn tới các quỹ đạo mà độ lệch tâm (e) là nhỏ.
Hiệu số {\displaystyle \nu -M} còn được gọi là phương trình tâm.

### Tính bán kính từ dị thường thực
Bán kính (khoảng cách giữa vật thể quay và tiêu điểm hấp dẫn) liên hệ với dị thường thực bởi công thức
{\displaystyle r=a\,{1-e^{2} \over 1+e\cos \nu }\,\!}
trong đó a là bán trục lớn của quỹ đạo.